# Vaishakha
 Vaisakha  is de tweede maand van de hindoekalender en begint tussen 21 april en 21 Mei. De eerste oogst wordt dan ook gevierd met het Baisakhifeest. Vasakha vangt aan wanneer de zon zich in de sterrenconstellatie Ram begeeft.